# Naturwaldreservat Waldstein
Naturwaldreservat Waldstein este o arie protejată (arie specială de conservare — SAC, sit de importanță comunitară — SCI) din Germania întinsă pe o suprafață de 20,29 ha, integral pe uscat.

## Localizare
Centrul sitului Naturwaldreservat Waldstein este situat la coordonatele 50°07′43″N 11°51′27″E / 50.1286°N 11.8575°E.

## Înființare
Situl Naturwaldreservat Waldstein a fost declarat sit de importanță comunitară în martie 2001 pentru a proteja un număr necunoscut de specii din flora spontană și fauna sălbatică aflate în arealul zonei. Situl a fost protejat și ca arie specială de conservare în aprilie 2016.

## Biodiversitate
Situată în ecoregiunea continentală, aria protejată conține 2 habitate naturale: Păduri de fag Asperulo-Fagetum, Păduri acidofile de Picea de la nivel montan la nivel alpin (Vaccinio-Piceetea).
La baza desemnării sitului se află un număr nedeclarat de specii protejate.